# Nepenthes khasiana
Nepenthes khasiana és una espècie que rep el nom de la serralada Khasi, a la qual és molt endèmica. És una planta de tipus gerro del gènere Nepenthes. L'única espècie de Nepenthes nativa de l'Índia.
Hom pensa que per atraure preses amb fluorescència blava.
L'espècie té una distribució molt localitzada i és rara en estat salvatge. Es coneix que hi ha poblacions aïllades a la zona de Jarain dels Turons Jaintia, la zona de Baghmara en els Turons Garo, contigua a la regió dels Tossals Khasi de Meghalaya i a la zona de l'Alt Kharthong, al districte de Dima Hasao a Assam.
Respecte la regularitat de fenotips, cal dir que N. khasiana exhibeix considerable diversitat genètica.

El poble dels Tossals Khasi anomenen la planta tiew-rakot, que significa flor-dimoni o planta devoradora. Els Jaintia l'anomenen kset phare, que pot ser traduïda com parany amb tapa per voladors. La tribu dels Garo anomenen la planta memang-koksi, que literalment significa el basquet del diable i la tribu dels Biate d'Assam li diuen Jug-Par amb significat flor-gerro o Loisul Kola literalment planta-càntir.

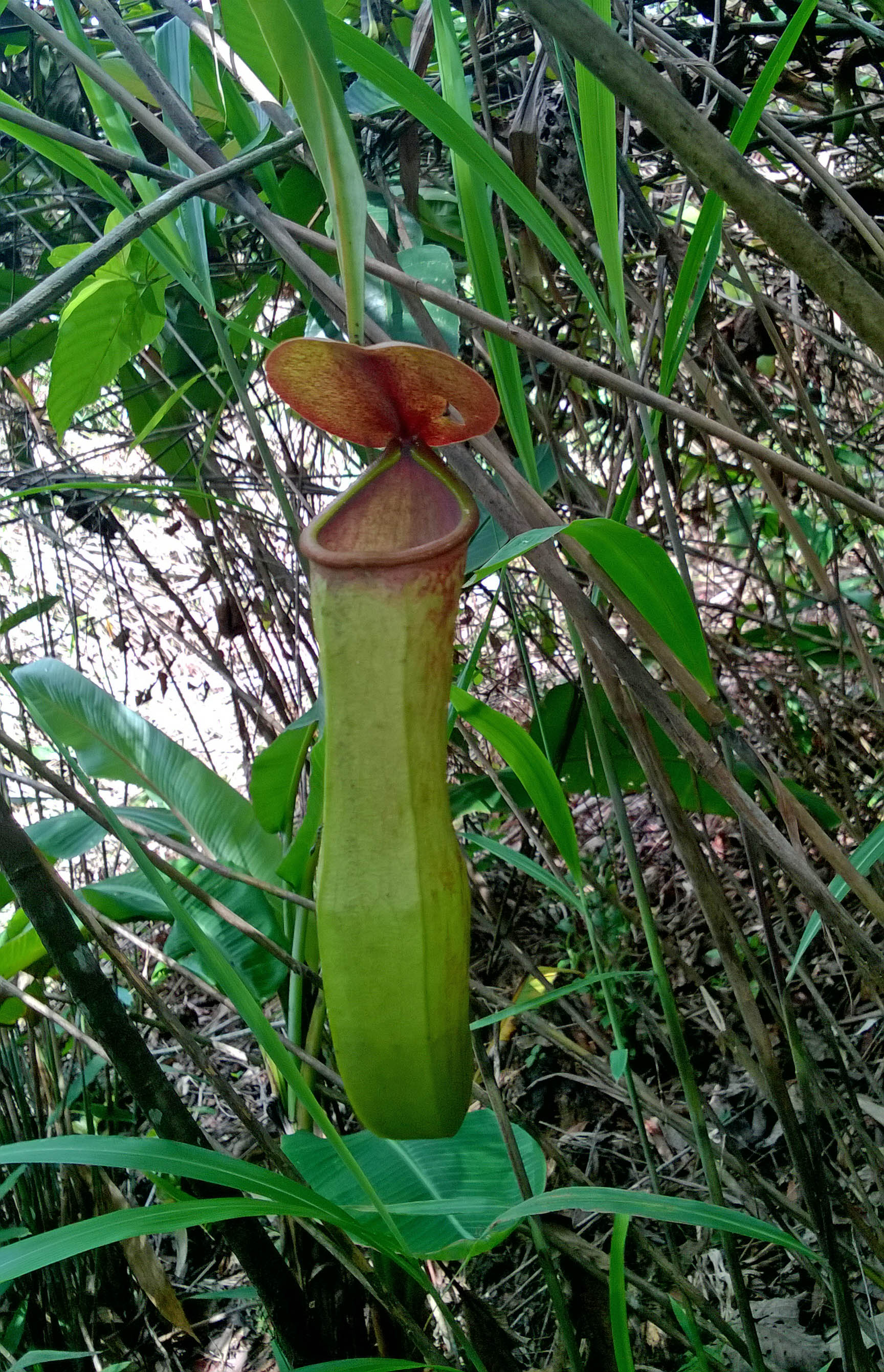
Una planta càntir fotografiada en la vila de Vaitang Hebron, districte de Dima Hasao, Assam, India

Nepenthes khasiana és una espècie protegida, classificada com en perill, i és a l'apèndix I de CITES juntament amb N. rajah. Les amenaces a les poblacions silvestres inclouen la destrucció de l'hàbitat, Drenatge àcid de roques associat amb la mineria del carbó, i la collita per usos medicinals i ornamentals. En 2010, fou establerta la Col·lecció de Nepenthes rares amb l'objectiu de conservar quatre de les més amenaçades espècies d'aquest gènere: N. aristolochioides, N. clipeata, N. khasiana, i N. rigidifolia.
L'epítet específic khasiana també es troba escrit khasyana en alguns llibres antics. Aquesta forma de fet precedeix aquelles publicades formalment en la monografia de 1873 de Joseph Dalton Hooker, "Nepenthaceae" tal com apareixia en un article de Maxwell T. Masters al número del 20 d'abril de 1872 de The Gardeners 'Chronicle and Agricultural Gazette (aquest article es basava en el manuscrit de la monografia de Hooker). En el comerç hortícola de finals de segle xix la N. khasiana fou sovint confosa amb N. distillatoria de Sri Lanka.

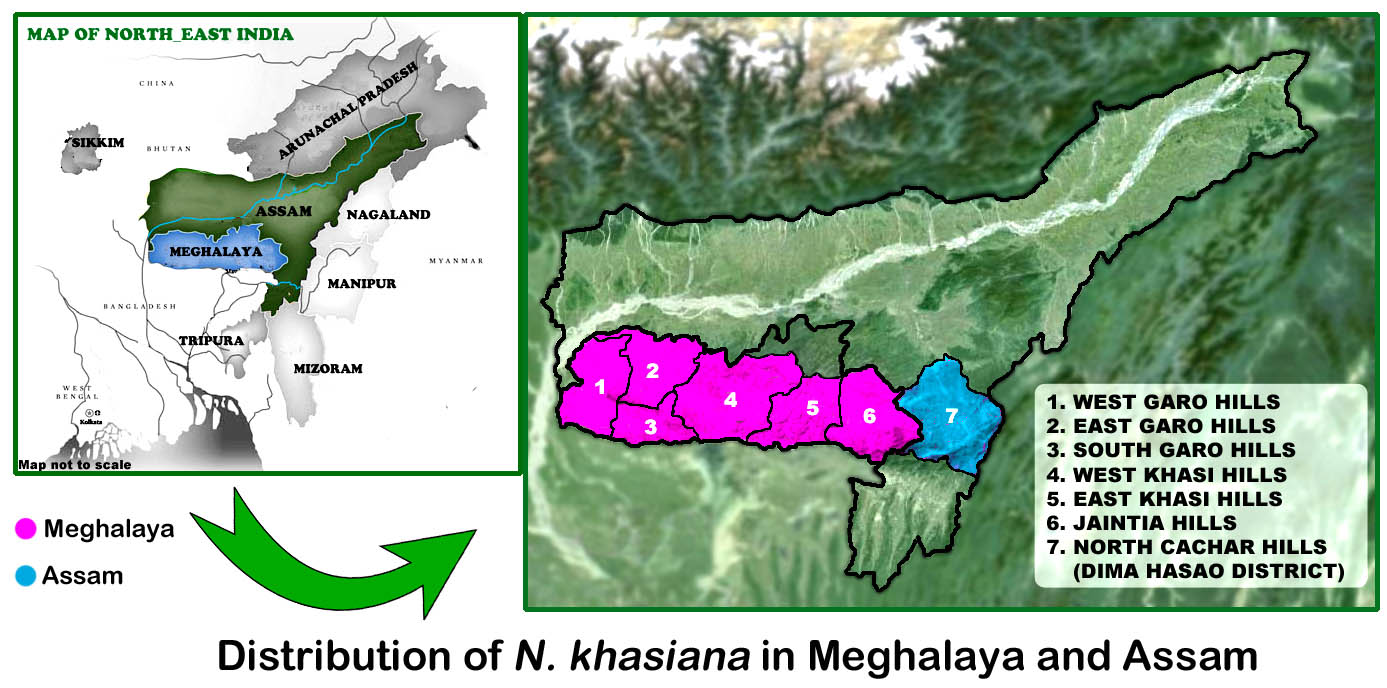
Detall de la distribució de N. khasiana en els estats de Meghalaya i Assam

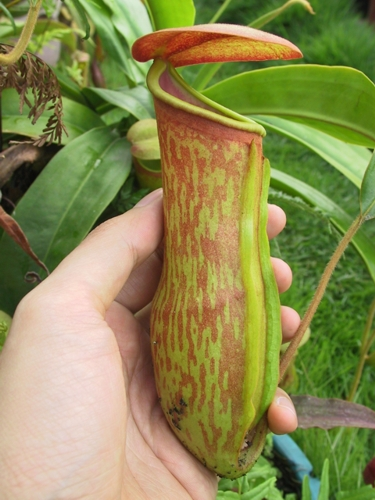
Gerro de mitja alçada de planta cultivada madura
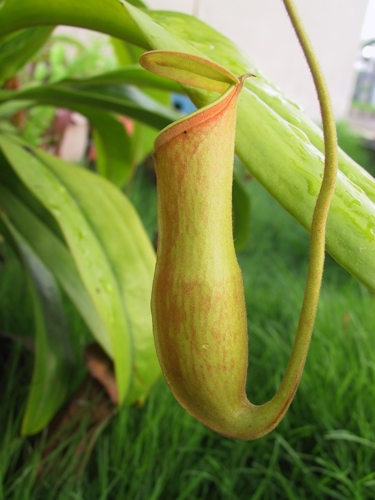
Gerro d'alçada superior en planta cultivada madura